# Goldmann Verlag
Der Verlag Goldmann (Eigenschreibweise Goldmann Verlag; früher Wilhelm Goldmann Verlag) in München ist ein Verlag der zum Bertelsmann-Konzern gehörenden Penguin Random House Verlagsgruppe. Er gehört vor allem im Bereich Taschenbuch zu den umsatzstärksten Publikumsverlagen in Deutschland.

## Geschichte

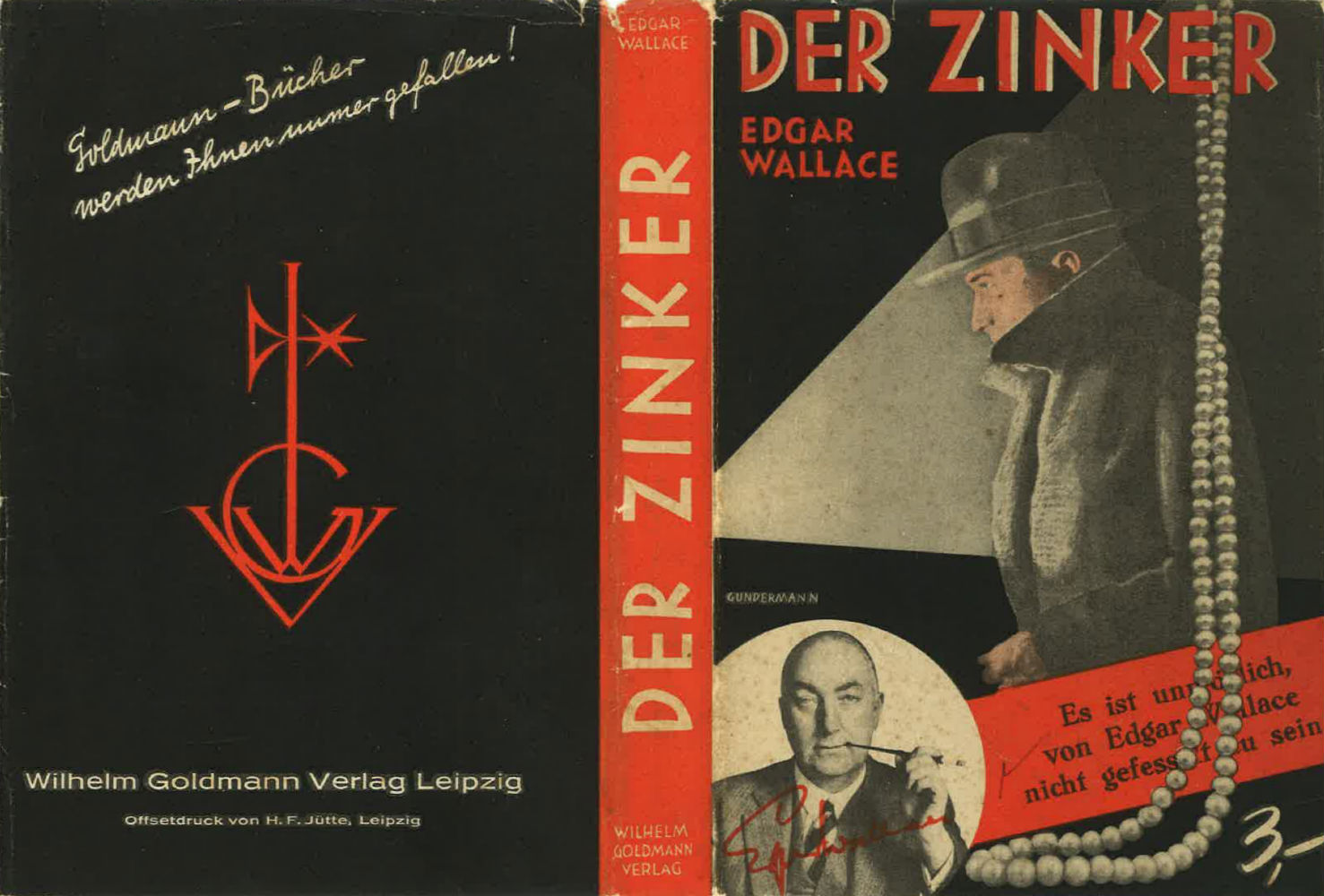
Der Zinker von Edgar Wallace (1930)

### Gründung in Leipzig
Der Verlag wurde 1922 in Leipzig von Wilhelm Goldmann gegründet, der zuvor als Reisevertreter für andere Verlage Erfahrungen gesammelt hatte. Der neue Verlag publizierte zunächst Kunstbände und Abenteuerromane und feierte ab Mitte der 1920er Jahre erste Erfolge mit den Kriminalromanen von Edgar Wallace. Dazu trug neben der expressiv-modernen Einbandgestaltung von Heinrich Hußmann auch der Umstand bei, dass Goldmann schon damals neben dem herkömmlichen Leineneinband preiswerte Broschurausgaben für den Bahnhofsbuchhandel, eine Vorform des späteren Taschenbuchs, entwickelte.
In der Zeit des Nationalsozialismus verlegte Goldmann verstärkt auch populärwissenschaftliche Sachbücher zu welt- und wirtschaftspolitischen Themen; zu den auflagenstarken Autoren jener Zeit zählten beispielsweise Anton Zischka, Walter Pahl, Paul August Schmitz und Ferdinand Fried. Im Zweiten Weltkrieg produzierte Goldmann Sonderausgaben für die Truppenbetreuung und profitierte dabei von bevorzugten Papierzuteilungen. Obwohl das Verlagsgebäude am Leipziger Rossmarkt bei einem Luftangriff im Dezember 1943 komplett zerstört wurde, konnte die Produktion bis Kriegsende aufrechterhalten werden.
Nach Kriegsende wurde Wilhelm Goldmann im Februar 1946 von der sowjetischen Geheimpolizei unter dem Vorwurf, „faschistische Bücher“ verlegt zu haben, verhaftet und vier Jahre lang ohne Urteil in den Speziallagern Mühlberg und Buchenwald inhaftiert. Der Verlag bestand unterdessen bis Ende 1949 weiter.

### Neubeginn in München

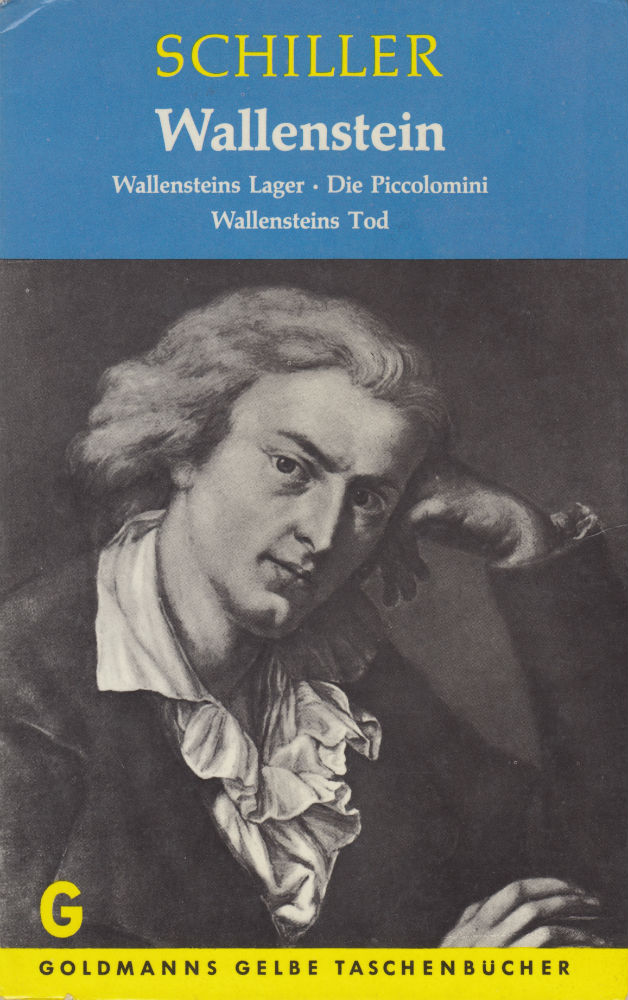
Friedrich Schillers Wallenstein (1972)

Nach seiner Freilassung im Januar 1950 übersiedelte Wilhelm Goldmann in die Bundesrepublik und führte seinen Verlag fortan in München weiter. Dabei verlegte er sich zunehmend auf die Produktion preiswerter Taschenbücher: Ab 1952 erschienen die ersten Goldmann Taschen-Krimis (wegen ihrer vorherrschenden Einbandfarbe auch als Rote Reihe bezeichnet); im Jahr darauf starteten die in Gelb gehaltenen Goldmann Taschenbücher (Gelbe Reihe) mit Klassikern der Weltliteratur und zeitgenössischer Belletristik, die über fast drei Jahrzehnte das Profil des Verlags prägten. Später kamen weitere Reihen z. B. mit Science-fiction-Literatur (Goldmanns Zukunftsromane 1960–1967, Goldmanns Weltraum Taschenbücher 1962–1973), aber auch Sachbücher und Ratgeber hinzu. Im Bereich Hardcover publizierte Goldmann weiterhin Kunstbücher, Werkausgaben und ab 1955 auch Atlanten (Goldmanns Großer Weltatlas, Goldmanns Handatlas) (Luigi Visintin, Herbert Bayer, Wilhelm Goldmann).
1970 verlegte Goldmann über 2900 Titel mit einer Gesamtauflage von über 110 Millionen Exemplaren, Mitte der 1970er Jahre zählte er gemessen am Umsatz zu den mittleren und nach produzierten Titeln zu den großen Taschenbuchverlagen in der Bundesrepublik. Nach dem Tod seines Gründers 1974 glitt der Verlag in eine Phase der Stagnation. Kritiker warfen ihm mangelndes Profil vor und bezeichneten das Programm als „Gemischtwarenladen mit qualitativ höchst unterschiedlichem Angebot.“ Vor allem habe sich Goldmann zu wenig „um aktuelle Literatur gekümmert“ und spiele im internationalen Lizenzgeschäft „bisher kaum eine Rolle“.

### Verkauf an Bertelsmann
1977 wurde der Goldmann Verlag von Bertelsmann übernommen, der mit diesem Schritt ins wachsende Taschenbuchgeschäft einstieg und eine Lücke in seinem bisherigen Angebot schloss. Bis zu diesem Zeitpunkt erreichte Goldmann eine Produktion von etwa 4400 Titeln, der Verlag verzeichnete einen Umsatz von 15 Millionen Deutsche Mark. In Folge der Übernahme wurden das Programm auf absatzorientierte Titel ausgerichtet und die Backlist radikal reduziert, weniger ertragreiche Bereiche wie das Hardcover-Portfolio eingestellt und auch Personal abgebaut. Erst seit 1986 verlegt Goldmann auch wieder gebundene Bücher, außerdem erweiterte man das Programm um Sachbücher.

## Programm
Goldmann verlegte zunächst Werke von Edgar Wallace. Vor diesem Hintergrund versuchte Wilhelm Goldmann, den Begriff Krimi schützen zu lassen. Heinrich Hußmann und später Kurt Gundermann entwarfen die charakteristischen Umschläge der Bücher, die später auch für Bühnenbilder verwendet wurden.
Schwerpunkt der Roten Reihe war vorwiegend angelsächsische Kriminalliteratur, bei der die Einbände in der entsprechenden Farbe gestaltet wurden. Der erste Titel dieser Reihe war Der Frosch mit der Maske von Edgar Wallace, der anfänglich zusammen mit Agatha Christie die Reihe dominierte. Später kamen Victor Gunn, Arthur W. Upfield und Thomas Muir, noch später Francis Durbridge und Rex Stout. Weitere bekannte wiederkehrende Autoren waren etwa Louis Weinert-Wilton, Earl Derr Biggers, John Creasey, Ellery Queen, Dick Francis und Bill Knox. Daneben erschien in der Gelben Reihe anspruchsvollere Literatur, etwa von Stefan Heym, Walter Kempowski, Manfred Bieler oder Ingeborg Drewitz.
Heute wird im Goldmann Verlag ein breites Spektrum an Belletristik wie auch an Sachliteratur angeboten. Bekannte Autoren sind unter anderem Bill Bryson, Joy Fielding, Elizabeth George, Wladimir Kaminer, Richard David Precht, Lucinda Riley, Michael Robotham und Donna Tartt. Zuletzt erreichte der Goldmann Verlag mit der Trilogie Fifty Shades of Grey der britischen Autorin E. L. James größere Bekanntheit, alleine in Deutschland wurden bis Frühjahr 2013 über sieben Millionen Exemplare verkauft.
Neben der Marke Goldmann publizierte der Verlag seit 1980 Bücher über Esoterik, Spiritualität und alternative Heilmethoden, zunächst als Goldmann Esoterik und später unter der Marke Goldmann Arkana. Ratgeber werden seit 1998 unter der Marke Mosaik bei Goldmann vertrieben. 1998 entstand aus Goldmann Esoterik der Arkana Verlag, der heute als eigenständiger Verlag der Verlagsgruppe Random House geführt wird. Gleiches gilt für den Mosaik Verlag.

## Sonstiges
Der Goldmann Verlag schrieb insgesamt viermal den Edgar-Wallace-Preis für Kriminalromane in deutscher Sprache aus. Hintergrund war das verstärkte Bemühen der gesamten Branche um deutsche Schriftsteller. Die Auszeichnung wurde in den Jahren 1963, 1965 und 1967 sowie zuletzt 1980/81 vergeben. Der Verlag zeichnete jeweils mehrere Autoren aus, darunter Liselotte Appel, Helmut Grömmer, Irene Rodrian, Max Ulrich, Herma Costa oder Louis Weinert-Wilton.
1998 brachte Goldmann ein 24-bändiges Konversationslexikon unter dem Titel „Goldmann Lexikon“ heraus.